# Älgloken
Älgloken är en sjö i Ljusdals kommun i Hälsingland och ingår i Delångersåns huvudavrinningsområde.